# Nick Chinlund
Nick Chinlund est un acteur et producteur américain, né le 18 novembre 1961 à New York, New York (États-Unis).

## Filmographie

### En tant qu'acteur

#### Cinéma
- 1990 : L'Ambulance (The Ambulance) : Hugo
- 1992 : L'Arme fatale 3 (Lethal Weapon 3) : Hatchett
- 1993 : Au-dessus de la loi (Joshua Tree) : Deputy Tomay
- 1994 : Red Shoe Diaries 4: Auto Erotica (vidéo) (segment Auto Erotica)
- 1994 : Belles de l'Ouest (Bad Girls) de Jonathan Kaplan : Pinkerton Detective O'Brady
- 1994 : Unveiled : Jeremy Avery
- 1996 : L'Effaceur (Eraser) : WITSEC Agent Calderon
- 1997 : A Brother's Kiss : Lex
- 1997 : Les Ailes de l'enfer (Con Air) : William 'Billy Bedlam' Bedford
- 1997 : Mr. Magoo : Bob Morgan
- 1998 : Frogs for Snakes : Iggy
- 1999 : Chutney Popcorn : Mitch
- 2000 : Auggie Rose de Matthew Tabak : le vendeur de voitures d'occasion
- 2000 : Something Sweet : Lee
- 2000 : Once in the Life : Mike Murphy
- 2001 : L'Amour selon Amy (en) (Amy's Orgasm) : Matthew Starr
- 2001 : Training Day : Tim
- 2002 : Abîmes (Below) : Chief
- 2002 : 100 Mile Rule : Paul
- 2003 : Les Larmes du Soleil (Tears of the Sun) : Michael 'Slo' Slowenski
- 2003 : Bun-Bun : Father 2
- 2004 : Les Chroniques de Riddick (The Chronicles of Riddick) : Toombs
- 2004 : The Chronicles of Riddick: Dark Fury (vidéo) : Toombs (voix)
- 2004 : Goodnight, Joseph Parker : Joseph Parker
- 2005 : La Légende de Zorro (The Legend of Zorro) : Jacob McGivens
- 2006 : Ultraviolet : Vicecardinum Ferdinand Daxus
- 2008 : Felon : Roberts
- 2010 : Toxic
- 2010 : Le Caméléon : Mitch
- 2012 : La vida precoz y breve de Sabina Rivas :  Patrick
- 2014 : Need for Speed :  Officier Lejeune
- 2014 : Supremacy :  Hannity
- 2015 : Close Range :  le shérif Jasper Calloway
- 2016 : Les Sicarios :  le capitaine
- 2017 : American Violence :  Belmonte
- 2019 : All Roads to Pearla :  Coach Baker
- 2020 : Dinner in America :  Bill
- 2022 : The Prey: Legend of Karnoctus :  Tagger

#### Télévision
- 1993 : Demain, l'espoir (Daybreak) (TV) : Commander
- 1994 : Reform School Girl (TV) : Dr. Ted Meeks
- 1995 : X-Files (Saison 2, épisode 13 Le Fétichiste) (TV) : Donnie Pfaster
- 1995 : Letter to My Killer (TV) : Nick Parma
- 1997 : Rough Riders (TV) : Frederick Remington
- 1999 : Resurrection (TV) : Dr. Jake Sandler
- 2000 : New York, police judiciaire (saison 11, épisode 1) : avocat de la défense Barry Peck
- 2000 : X-Files (Saison 7, épisode 7 Orison) (TV) : Donnie Pfaster
- 2000 : Buffy contre les vampires (Saison 5, épisode 9 Metéorite, Saison 5, épisode 10 Par amour) (TV) : Ellis
- 2002 : New York, unité spéciale (saison 3, épisode 15) : Matthew Linwood Brodus
- 2003 : New York, police judiciaire (saison 14, épisode 8) : Frank Elliott
- 2004 : Desperate Housewives : Détective Sullivan
- 2006 : Ghost Whisperer : Frank Morrison Saison 2 épisode 3 Entre deux Eaux
- 2007 : Esprits criminels : Max (saison 2, épisode 17)
- 2009 : Dr House : Eddie (saison 6, épisode 11)
- 2009 : Mentalist : Alex Jane
- 2011 : New York, section criminelle (saison 10, épisode 4) : Jack Driscoll
- 2012 : 666 Park Avenue (épisodes 6 à 9) : Victor Shaw
- 2012 : Grimm (saison 1, épisode 12) : Leo Taymor
- 2013 : Golden Boy (saison 1, épisode 4) : Lt. Vince Madrid
- 2013 : Perception (saison 2, épisode 3) : Kevin Connor
- 2013 : Hostages (saison 1, épisode 12) : Détective Miller
- 2014 : Unforgettable (saison 2, épisode 12) : Ron Skinner
- 2014 : Hôpital central (saison 1, épisode 13096) : Mickey Diamond
- 2015 : NCIS: Los Angeles (saison 7, épisode 10) : Bruce Steadman
- 2016 : Major Crimes (saison 5, épisode 9) : Jack Miller
- 2017 : Training Day (saison 1, épisodes 12 et 13) : Tim Wallace
- 2019 : American Horror Story : 1984 (saison 9, épisode 6) : Le surveillant pénitentiaire
- 2019 : The Orville (saisons 2 et 3) : Capitaine Dalak (2019-2022)
- 2019 : Godfather of Harlem (saisons 1 et 3) : Gary D'Alessandro (2019-2023)
- 2022 : La liste finale (saison 1) : Amiral Gerald Pillar

### En tant que producteur
- 1997 : A Brother's Kiss

## Voix françaises
En France, Maurice Decoster est la voix régulière de Nick Chinlund.
| - Maurice Decoster dans : - Desperate Housewives (série télévisée) - La Malédiction de Beaver Mills (téléfilm) - Le Caméléon - Human Target : La Cible (série télévisée) - Criminal Minds: Suspect Behavior (série télévisée) - NCIS : Los Angeles (série télévisée) - Patrick Béthune (*1956 - 2017) dans (les séries télévisées) : - 666 Park Avenue - Hostages - Unforgettable - Julien Kramer dans : - Abîmes - Les Chroniques de Riddick - Gérard Darier dans : - Les larmes du soleil - Godfather of Harlem (série télévisée) - Guy Chapellier dans (les séries télévisées) : - Ghost Whisperer - Un flic d'exception | Et aussi - Philippe Vincent dans L'Arme fatale 3 - Thierry Buisson dans New York Police Blues (série télévisée) - Bernard Bollet dans X-Files : Aux frontières du réel (série télévisée) - Pascal Renwick (*1954 - 2006) dans Les Ailes de l'enfer - Jean-François Aupied dans Buffy contre les vampires (série télévisée) - Olivier Proust (*1948 - 2003) dans Training Day - Bernard Lanneau dans Les Sopranos (série télévisée) - François Siener dans La Légende de Zorro - Dominique Collignon-Maurin dans Ultraviolet - Bruno Dubernat (*1962 - 2022) dans Dr House (série télévisée) - Luc Boulad dans How to Make It in America (série télévisée) - Pascal Casanova dans Need for Speed - Luc Bernard dans Close Range - Hervé Bellon dans The Terminal List (série télévisée) |